# Agapostemon ascius
Agapostemon ascius är en biart som beskrevs av Roberts 1972. Agapostemon ascius ingår i släktet Agapostemon och familjen vägbin. Inga underarter finns listade i Catalogue of Life.